# Świny (województwo dolnośląskie)

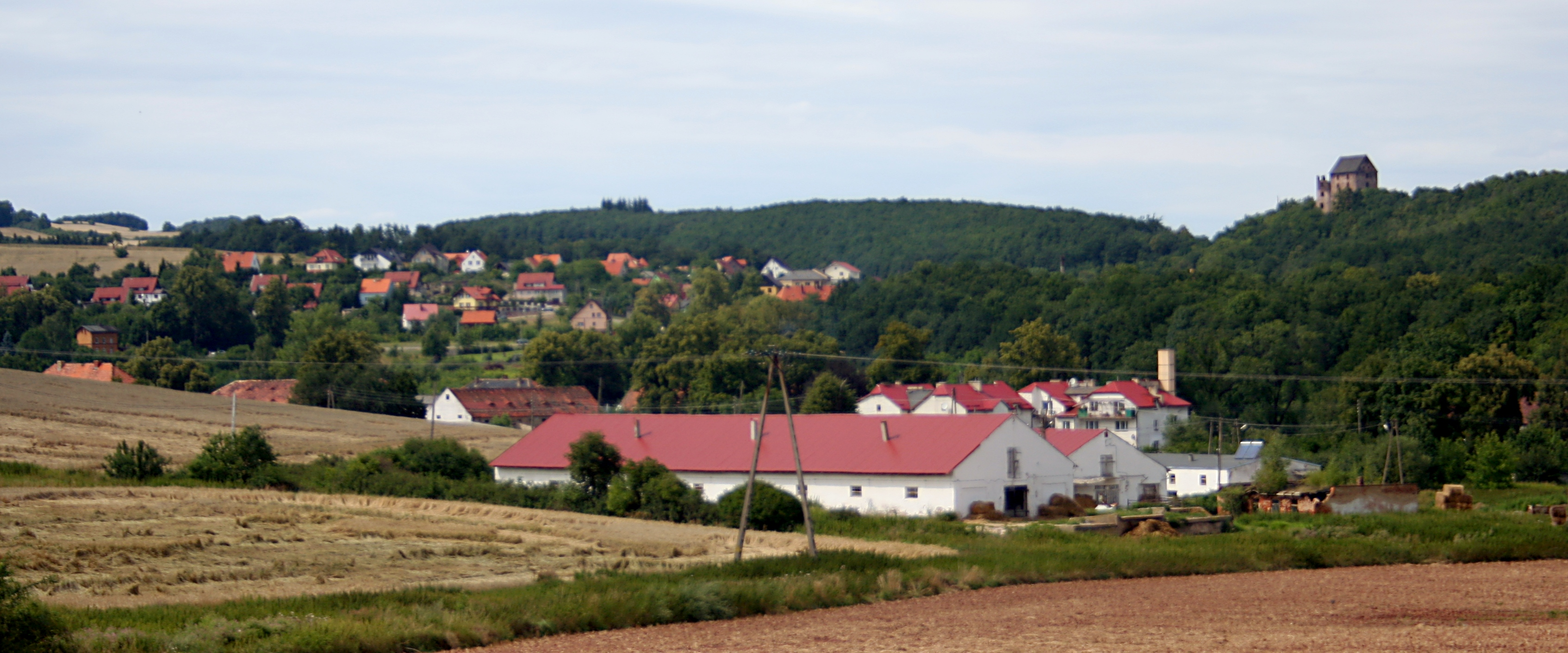
Widok ze strony południowowschodniej (2011)

Świny (niem. Schweinhaus) – wieś w Polsce położona w województwie dolnośląskim, w powiecie jaworskim, w gminie Bolków, na Pogórzu Kaczawskim w Sudetach, przy drodze krajowej nr 3.

## Podział administracyjny
| SIMC    | Nazwa   | Rodzaj     |
| ------- | ------- | ---------- |
| 0189569 | Dolinka | przysiółek |

W latach 1975–1998 miejscowość położona była w województwie jeleniogórskim.

## Nazwa
W 1945 roku wieś nosiła nazwy Chlewiska, Świnka.

## Historia
Pierwotnie znajdował się tutaj kasztelański gród (późniejszy Zamek Świny) oraz osada służebna. Gród pełnił funkcję administracyjno-wojskową. Wymieniono go raz pierwszy po łacinie w kronice Kosmasa w 1108 r. we fragmencie oppidium Svini in Poloniae czyli "osiedle warowne Świny w Polsce". Potem w dokumencie papieża Hadriana IV wzmiankowany jako gród kasztelański Zpini. Od połowy XIII w., w wyniku ominięcia grodu przez szlaki handlowe, znaczenie osady zmalało, doszło do ograniczenia funkcji grodów, jedyną funkcją Świn pozostała funkcja wojskowa. W tym czasie gród upada na rzecz Bolkowa.
W 1946 r. rozpoczęły się przymusowe wysiedlenia ludności niemieckiej. 23 lipca 1946 r. razem z mieszkańcami Gorzanowic i Wolbromka mieszkańcy Świn byli eskortowani do Jawora, stamtąd zostali przetransportowani do Brakel w Westfalii.

## Kalendarium
- X-XI wiek – wzniesiono gród obronny, strzegący traktu z Czech do Polski
- 1108 – wzmianka u czeskiego kronikarza Kosmasa o tutejszym zamku
- 1155 – bulla papieża Hadriana IV wspominała o tutejszej kasztelanii, jednak gdy powstał Zamek w Bolkowie jej funkcja kasztelanii została utracona
- 1203 – gród kasztelański
- XIII wiek – książę Bolko II świdnicki przekazał zamek rycerskiemu rodowi Świnków, który od miejsca przyjął nazwisko Schweinichen, zaś miejscowość nazwano Schweinhaus. W posiadaniu rodu von Schweinichen majątek i zamek pozostają do 1702.
- XVIII wiek: właścicielami zamku i folwarku są kolejno rodziny von Schweinitz, von Churschwandt i von Schlabrendorff.
- XIX wiek: w połowie tego wieku zamek i folwark przechodzą do rodziny hr. Hoyos von Sprinzenstein, przy której zamek pozostaje do 1941.
- 1842 – we wsi znajduje się folwark, młyn wodny, wiatrak, gorzelnia, szkoła ewangelicka, cegielnia
- XX wiek: w roku 1927 hr. Alojzy Hoyos sprzedaje dobra rycerskie Schweinhaus na parcelację. Zamek i 114 ha lasu pozostają własnością Hoyosów. W roku 1941 zamek wraz z 14 ha lasu zostaje sprzedany państwu. Co do pozostałych 100 ha lasu zostaje zawarta umowa przedwstępna, mają być w roku 1945 sprzedane państwu rzekomo jako rewir myśliwski dla Hermanna Göringa, do czego już nie dochodzi ze względu na rozwój sytuacji wojennej.

## Zabytki

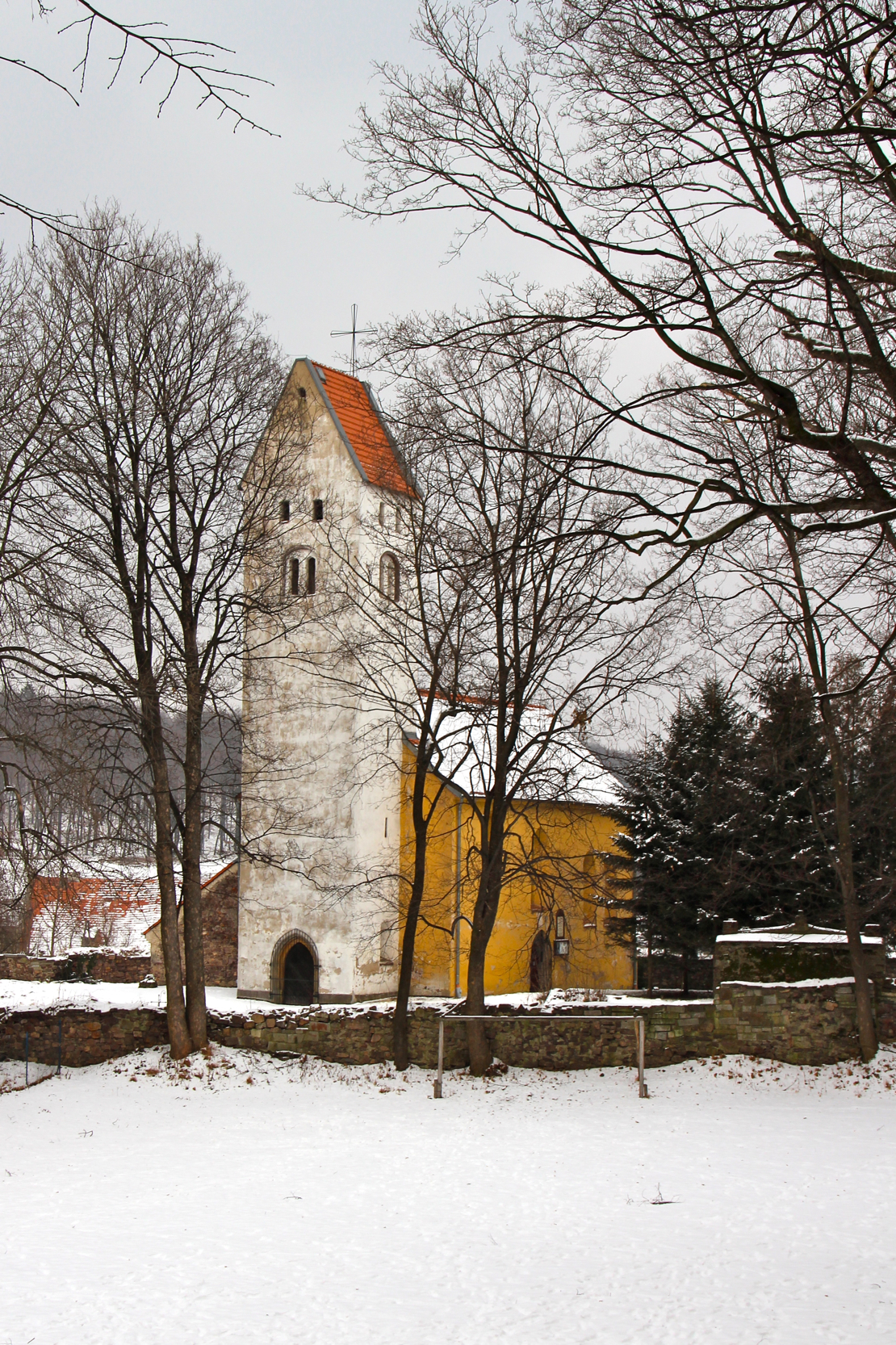
Kościół św. Mikołaja

Do wojewódzkiego rejestru zabytków wpisane są obiekty:
- kościół filialny pw. św. Mikołaja z drugiej połowy XIV w., przebudowywany w nst. wiekach do XVIII w.
- cmentarz przykościelny, nieczynny, z XIV-XIX w.
- zamek w ruinie, z XIII-XIV w.[9] przebudowany w XV w. i w 1620 r.

inne obiekty:
- pomnik poległych lub zaginionych niemieckich żołnierzy ze Świn i okolic z czasów I wojny światowej (wzniesiony 1936)
- pomnik 900 lat Świn, wzniesiony 2008

## Szlaki turystyczne
- czerwony – Szlakiem Zamków prowadzący z Bolkowa do Bolkowa przez wsie: Wolbromek, Kłaczyna, Świny, Gorzanowice, Jastrowiec, Lipa, Muchówek, Radzimowice, Mysłów, Płonina, Pastewnik Górny, Wierzchosławice.
- niebieski – Szlakiem Zamków prowadzący z Bolkowa do Bolkowa przez wsie: Świny, Wolbromek, Sady Dolne, Sady Górne, Nagórnik, Półwsie, Wierzchosławice.